# Spindelvæv
Spindelvæv produceres af edderkopper. Disse har spindevorter på bagkroppen, og ud af dyser på spindevorterne kommer de silketråde, der danner spindelvæv.
Der findes mange forskellige spind, men de mest kendte er hjulspind og baldakinspind.
En edderkop kan spinde op til 6 forskellige slags silketråde. Hver spindevorte kan kun producere én slags tråd. Hver tråd har sin funktion: klæbrige tråde til net, ikke-klæbrige tråde til net, sikkerhedsline, silke til ægspind, til ammespind og til indpakning af bytte.
Når silken kommer ud fra edderkoppens spindevorter, er det blot en klistret væske, men væsken omdannes i udførselsgangen til fibroin, der er et uopløseligt protein. Når edderkoppen trækker i det med sine bageste ben, bliver det til en fin tråd. Jo hårdere edderkoppen trækker, des stærkere bliver tråden.
Ikke alle edderkopper laver net.

## Typer af spind

### Hjulspind
Spindes af hjulspindere. Det er et rundt spind bygget op af hovedtråde og en spiral, som går fra midten og ud. Edderkoppen sidder ofte i midten. F.eks. en korsedderkop (Araneus diadematus) (Famlilien Araneidae) spinder et spind på op til 50 cm i diameter og bruger 20-60 meter silke på et spind. Edderkoppen bygger som regel et nyt spind hver nat. De største hjulspind spindes af edderkoppeslægten Nephila i familien hulhjulspindere (Tetragnatidae). Deres spind kan måle op til 2 meter i diameter og er stærke nok til at kunne bremse små fugle.

### Baldakinspind
Spindes af baldakinspindere (arter indenfor Linyphiidae – tæppespindere). Baldakinspind ses oftest i buske og krat samt i højt græs. Baldakinspind består af en masse ikke-klæbrige tråde over og under et tæppe, som byttedyr (f.eks. insekter) "snubler" i og falder ned på tæppet, hvor baldakinspinderen sidder på undersiden. I en enkelt busk kan der være over 50 baldakinspind. Spindene er ofte kun få centimeter store, men nogle kan være så store som tallerkener.

### Tæppespind
Bygges af f.eks. labyrintedderkoppen (Agelena labyrinthica) og husedderkopper (Tegenaria spp.). Det ses ofte i hønsehuse og skure, hvor spindet hænger som et tæppe i hjørnet med et rør, hvori edderkoppen sidder med forbenene på tæppespindet. Tæppespindet er ikke klæbrigt, men byttedyret snubler i tråde over spindet.

### Faldlem og rørspind
Bygges af Taranteller, faldlemsedderkopper og rørspindere. (til sammen kaldet Mygalomorphae) og kæmpe-faldlemsedderkopper (Liphistiomorphae er muligvis de mest primitive edderkopper. Kun ca. 20 arter). Spindet består af et rør, som enten er lukket eller har en faldlem i toppen. Inde i røret sidder edderkoppen og mærker på spindet, når et byttedyr går over det. Derpå hugger den hurtigt igennem spindet med sine giftkroge og lammer byttet.

## Edderkoppen og kong Robert
Efter nederlaget til englænderene i 1306 hvilede kong Robert 1. Bruce af Skotland sig i en lade, hvor han så en hjulspinder spinde sit net. 6 gange mislykkedes det for edderkoppen, men den 7. gang lykkedes det for den. Kong Robert skulle være blevet inspireret af dette og kæmpede videre mod englænderne, som han endelig slog i Slaget ved Bannockburn i 1314.